# Liste der IndyCar/ChampCar-Rennstrecken
Die Liste der IndyCar/ChampCar-Rennstrecken nennt alle Strecken, die seit dem ersten Rennen 1909 am Indianapolis Motor Speedway je von einem IndyCar oder Vorgängerauto im Rahmen eines Rennens der American Automobile Association (AAA), USAC Championship Car Series (USAC), Championship Auto Racing Teams (CART), Champ Car World Series (CCWS), Indy Racing League (IRL) oder IndyCar Series (ICS) befahren wurden. Die Strecken dieser Rennserien sind sehr unterschiedlich zusammengesetzt. Es gibt dort sowohl Ovalstrecken, von Shorttracks unter 1 Meile über Speedways bis 2 Meilen zu Superspeedways über 2 Meilen, als auch Straßenkurse. Die Straßenkurse unterscheiden sich dabei in permanente Rennstrecken und temporäre Strecken auf zum Teil öffentlichen Straßen.

## Ovalstrecken
Die aktuell im Rennkalender verwendeten Strecken sind fett markiert.

### Kurz-Ovale
| Standort                     | Rennstrecke                      | Streckenlänge und -typ        | Saisons                                                                                           | Anmerkungen                                                          |
| ---------------------------- | -------------------------------- | ----------------------------- | ------------------------------------------------------------------------------------------------- | -------------------------------------------------------------------- |
| Dover (Delaware), USA        | Dover International Speedway     | Speedway (1,0 Meilen)         | 1969 (USAC); 1998–1999 (IRL)                                                                      | Rundenrekord: 19,711 (1999; Mark Dismore; Dallara/Oldsmobile Aurora) |
| Orlando (Florida), USA       | Walt Disney World Speedway       | Speedway (1,000 Meilen)       | 1996–2000 (IRL)                                                                                   | Rundenrekord: 19,847 (1996; Buddy Lazier; Reynard/Ford Cosworth)     |
| Chicago, USA                 | Chicago Motor Speedway           | Speedway (1,029 Meilen)       | 1999–2002 (CART)                                                                                  | Rundenrekord: 22,107 (2000; Juan Pablo Montoya; Lola/Toyota)         |
| Nazareth (Pennsylvania), USA | Nazareth Speedway                | Speedway (0,935/0,946 Meilen) | 1987–2001 (CART); 2002 (IRL); 2003–2004 (ICS)                                                     | Rundenrekord: 18,419 (1998; Patrick Carpentier; Reynard/Mercedes)    |
| Avondale (Arizona), USA      | Phoenix International Raceway    | Speedway (1,022 Meilen)       | 1964–1978 (USAC); 1979–1995 (CART); 1996–2002 (IRL); 2003–2005 (ICS); 2016–2017 (ICS)             | Rundenrekord: 19,608 (1996; Arie Luyendyk; Reynard/Ford Cosworth)    |
| Fountain (Colorado), USA     | Pikes Peak International Raceway | Speedway (1,0 Meilen)         | 1997–2002 (IRL); 2003–2005 (ICS)                                                                  | Rundenrekord: 20,014 (2000; Greg Ray; Dallara/Oldsmobile Aurora)     |
| Richmond (Virginia), USA     | Richmond International Raceway   | Short-Track (0,75 Meilen)     | 2001–2002 (IRL); 2003–2009 (ICS)                                                                  | Rundenrekord: 15,320 (2005; Sam Hornish Jr; Dallara/Toyota)          |
| Loudon (New Hampshire), USA  | New Hampshire Motor Speedway     | Speedway (1,025/1,058 Meilen) | 1992–1995 (CART); 1996–1998 (IRL); 2011 (ICS)                                                     | Rundenrekord: 21,466 (1995; André Ribeiro; Reynard/Honda)            |
| West Allis (Wisconsin), USA  | Milwaukee Mile                   | Speedway (1,015/1,032 Meilen) | 1954–1955 (AAA); 1956–1979 (USAC); 1980–2002 (CART); 2003–2006 (CCWS); 2004–2009; 2011–2014 (ICS) | Rundenrekord: 20,028 (1998; Patrick Carpentier; Reynard/Mercedes)    |
| Newton (Iowa), USA           | Iowa Speedway                    | Short-Track (0,894 Meilen)    | 2007–2014 (ICS)                                                                                   | Rundenrekord: 17,491 (2008; Ryan Briscoe; Dallara/Honda)             |

### Speedways
| Standort                         | Rennstrecke                   | Streckenlänge und -typ             | Saisons                                            | Anmerkungen |
| -------------------------------- | ----------------------------- | ---------------------------------- | -------------------------------------------------- | --- |
| Darlington (South Carolina), USA | Darlington Raceway            | Speedway (1,366 Meilen)            | 1950–1951; 1954; 1956 (USAC)                       | Rundenrekord: 34,770 (1956; Andy Linden; Turner/Offenhauser) |
| Hampton (Georgia), USA           | Atlanta International Raceway | Speedway (1,522 Meilen)            | 1965–1966; 1978 (USAC); 1979; 1981–1983 (CART)     | Rundenrekord: 26,733 (1983; Rick Mears; Penske/Cosworth) |
| Hampton (Georgia), USA           | Atlanta Motor Speedway        | Speedway (1,54 Meilen)             | 1998–2001 (IRL)                                    | Rundenrekord: 24,732 (1998; Billy Boat; Dallara/Oldsmobile Aurora) |
| Concord (North Carolina), USA    | Charlotte Motor Speedway      | Speedway(1,5 Meilen)               | 1997–1999 (IRL)                                    | Allzeit-Rundenrekord: 24,320 (1999; Greg Ray; Dallara/Oldsmobile Aurora) Rundenrekord: 24,490 (1998; Tony Stewart; G-Force/Oldsmobile Aurora) |
| Madison (Illinois), USA          | Gateway International Raceway | Speedway (1,25/1,27 Meilen)        | 1996–2000 (CART); 2001–2002 (IRL); 2003 (ICS)      | Rundenrekord: 23,941 (1997; Raul Boesel; Reynard/Ford) |
| Lebanon (Tennessee), USA         | Nashville Superspeedway       | Speedway (1,30/1,333 Meilen)       | 2001–2002 (IRL); 2003–2008 (ICS)                   | Rundenrekord: 23,271 (2003; Scott Dixon; G-Force/Toyota) |
| Homestead (Florida), USA         | Homestead-Miami Speedway      | Speedway (1,517 Meilen)            | 1996–1997 (CART)                                   | Rundenrekord: 27,500 (1996; Paul Tracy; Penske/Mercedes) |
| Homestead (Florida), USA         | Homestead-Miami Speedway      | Speedway (1,485/1,502 Meilen)      | 1998–2000 (CART); 2001–2002 (IRL); 2003–2010 (ICS) | Rundenrekord: 24,462 (2006; Sam Hornish Jr; Dallara/Toyota) |
| Joliet (Illinois), USA           | Chicagoland Speedway          | Speedway (1,50/1,52 Meilen)        | 2001–2002 (IRL); 2003–2010 (ICS)                   | Rundenrekord: 24,521 (2003; Richie Hearn; Dallara/Chevrolet) |
| Kansas City, USA                 | Kansas Speedway               | Speedway (1,50/1,52 Meilen)        | 2001–2002 (IRL); 2003–2010 (ICS)                   | Rundenrekord: 24,761 (2003; Scott Dixon; G-Force/Toyota) |
| Sparta (Kentucky), USA           | Kentucky Speedway             | Speedway (1,48/1,50 Meilen)        | 2001–2002 (IRL); 2003–2011 (ICS)                   | Rundenrekord: 23,271 (2002; Sarah Fisher; G-Force/Nissan Infiniti) |
| Las Vegas, USA                   | Las Vegas Motor Speedway      | Speedway (1,5 Meilen)              | 1996–2000 (IRL); 2004–2005 (CCWS); 2011 (ICS)      | Rundenrekord: 23,842 (1996; Arie Luyendyk; Reynard/Ford Cosworth) 2011 wurde das Rennen nach 13 Runden abgebrochen, nachdem während eines Massencrash von 15 Fahrzeugen Dan Wheldon ums Leben kam. Es gab danach nur noch 5 symbolische Runden zu seinem Abschied. |
| Fort Worth, USA                  | Texas Motor Speedway          | Speedway (1,455/1,482/1,50 Meilen) | 1997–2002 (IRL); 2003–2014 (ICS)                   | Allzeit-Rundenrekord: 22,542 (2001; Paul Tracy; Reynard/Honda) Rundenrekord: 23,896 (1998; Billy Boat; Dallara/Oldsmobile Aurora) |

### Superspeedways
| Standort                      | Rennstrecke                     | Streckenlänge und -typ             | Saisons                                                                                                 | Anmerkungen |
| ----------------------------- | ------------------------------- | ---------------------------------- | --- | --- |
| Daytona Beach, USA            | Daytona International Speedway  | Superspeedway (2,5 Meilen)         | 1959 (USAC)                                                                                             | Rundenrekord: 51,960 (1959; Dick Rathman; Kurtis/Offenhauser)                                                                                                |
| College Station, USA          | Texas World Speedway            | Superspeedway (2,0 Meilen)         | 1973; 1976–1979 (USAC)                                                                                  | Allzeit-Rundenrekord: 30,703 (1993; Jeff Andretti; Lola/Buick) Rundenrekord: 33,620 (1973; Mario Andretti; Parnelli/Offenhauser)                             |
| Brooklyn (Michigan), USA      | Michigan International Speedway | Superspeedway (2,0 Meilen)         | 1968; 1970–1978 (USAC); 1979–2001 (CART); 2002 (IRL); 2003–2007 (ICS)                                   | Rundenrekord: 30,645 (2000; Paul Tracy; Reynard/Honda) |
| Long Pond (Pennsylvania), USA | Pocono Raceway                  | Superspeedway (2,5 Meilen)         | 1971–1981 (USAC); 1982–1989 (CART); 2014 (ICS)                                                          | Rundenrekord: 40,202 (2014; Juan Pablo Montoya; Dallara/Chevrolet)                                                                                           |
| Fontana (Kalifornien), USA    | California Speedway             | Superspeedway (2,000/2,029 Meilen) | 1997–2002 (CART); 2002 (IRL); 2003–2005; 2012–2014 (ICS)                                                | Rundenrekord: 30,255 (2000; Gil de Ferran; Reynard/Honda) |
| Indianapolis, USA             | Indianapolis Motor Speedway     | Superspeedway (2,5 Meilen)         | 1911–1955 (AAA) 1956–1961 (USAC)                                                                        | Brickyard-Oval aus gemauerten Ziegelsteinen; Ende 1961 asphaltiert zum heutigen Superspeedway Rundenrekord: 01:01,025 (1961; Eddie Sachs; Ewing/Offenhauser) |
| Indianapolis, USA             | Indianapolis Motor Speedway     | Superspeedway (2,5 Meilen)         | - 1962–1980 (USAC) - 1981–1995 (CART & USAC) - 1996–1997 (IRL & USAC) - 1998–2002 (IRL) - 2003–2014 ICS | Rundenrekord: 37,895 (1996; Arie Luyendyk; Reynard/Ford Cosworth)                                                                                            |

## Permanente Straßenkurse
Die aktuell im Rennkalender verwendeten Strecken sind fett markiert.
| Standort                    | Rennstrecke                    | Streckenlänge -layout | Saisons Rennen                                                                | Anmerkungen                                                         |
| --------------------------- | ------------------------------ | --------------------- | ----------------------------------------------------------------------------- | ------------------------------------------------------------------- |
| Elkhart Lake, USA           | Road America                   | 4,048 Meilen          | 1982–2003 (CART); 2004, 2006–2007 (CCWS) Champ Car Grand Prix of Road America | Rundenrekord: 1:39,866 (2000; Dario Franchitti; Reynard/Honda)      |
| Lexington (Ohio), USA       | Mid-Ohio Sports Car Course     | 2,4 Meilen            | 1980; 1983–1989 (CART)                                                        | Rundenrekord: 1:15,267 (1985; Bobby Rahal; March/Cosworth)          |
| Lexington (Ohio), USA       | Mid-Ohio Sports Car Course     | 2,258 Meilen          | 1990–2003 (CART); 2007–2014 (ICS) Honda Indy 200 at Mid-Ohio                  | Rundenrekord: 1:05,347 (1999; Dario Franchitti; Reynard/Honda)      |
| Monterey (Kalifornien), USA | Laguna Seca Raceway            | 1,9 Meilen            | 1983–1987 (CART)                                                              | Rundenrekord: 0:52,926 (1987; Mario Andretti; Lola/Chevrolet)       |
| Monterey (Kalifornien), USA | Laguna Seca Raceway            | 2,214 Meilen          | 1988–1995 (CART)                                                              | Rundenrekord: 1:09,625 (1995; Jacques Villeneuve; Reynard/Ford)     |
| Monterey (Kalifornien), USA | Laguna Seca Raceway            | 2,238 Meilen          | 1996–2003 (CART) 2004 (CCWS) Bridgestone Grand Prix of Monterey               | Rundenrekord: 1:07,722 (2000; Hélio Castroneves; Reynard/Honda)     |
| Portland (Oregon), USA      | Portland International Raceway | 1,915 Meilen          | 1984–1987 (CART)                                                              | Rundenrekord: 0:59,207 (1987; Roberto Guerrero; March/Cosworth)     |
| Portland (Oregon), USA      | Portland International Raceway | 1,922 Meilen          | 1988–1992 (CART)                                                              | Rundenrekord: 0:56,497 (1991; Emerson Fittipaldi; Penske/Chevrolet) |
| Portland (Oregon), USA      | Portland International Raceway | 1,969 Meilen          | 1993–2003 (CART) 2004–2005 (CCWS)                                             | Rundenrekord: 0:57,597 (2005; Justin Wilson; Lola/Ford)             |
| Portland (Oregon), USA      | Portland International Raceway | 1,964 Meilen          | 2006–2007 (CCWS) Grand Prix of Portland                                       | Rundenrekord: 0:57,631 (2006; Sebastien Bourdais; Lola/Ford)        |

## Temporäre Straßenkurse
| Standort/Stadt                               | Rennstrecke (Länge)                                                           | Saisons (Rennen) | Anmerkungen                                                       |
| -------------------------------------------- | ----------------------------------------------------------------------------- | --- | ----------------------------------------------------------------- |
| Baltimore, USA                               | Baltimore Street Circuit (2,04 Meilen)                                        | 2011–2013 ICS (Baltimore Grand Prix) | Sieger: Will Power                                                |
| Cleveland, USA                               | Cleveland Burke Lakefront Airport (2,48 Meilen)                               | 1982–1989 CART (Budweiser Cleveland 500; Budweiser Cleveland Grand Prix; Budweiser Grand Prix of Cleveland) | Meiste Siege (2×): Danny Sullivan; Emerson Fittipaldi             |
| Cleveland, USA                               | Cleveland Burke Lakefront Airport (2,369 Meilen)                              | 1990–1996 CART (Budweiser Grand Prix of Cleveland; Medic Drug Grand Prix of Cleveland) | kein Fahrer mit mehr als einem Sieg                               |
| Cleveland, USA                               | Cleveland Burke Lakefront Airport (2,106 Meilen)                              | 1997–2003 CART (Medic Drug Grand Prix of Cleveland; Medic Drug Grand Prix of Cleveland Presented by Firstar Bank; Marconi Grand Prix of Cleveland Presented by Firstar Bank; Marconi Grand Prix of Cleveland Presented by U. S. Bank; U. S. Bank Presents the Cleveland Grand Prix) 2004–2007 CCWS (U. S. Bank Presents the Champ Car Grand Prix of Cleveland; Champ Car Grand Prix of Cleveland Presented by U. S. Bank; Champ Car Grand Prix of Cleveland Presented by LaSalle Bank) | Meiste Siege (2×): Alex Zanardi; Sébastien Bourdais; Paul Tracy   |
| Denver, USA                                  | Denver Street Circuit (1,9 Meilen)                                            | 1990–1991 CART (Texaco/Havoline Grand Prix of Denver) | Meiste Siege (2×): Al Unser Jr.                                   |
| Denver, USA                                  | Streets of Denver (Pepsi Center) (1,647 Meilen)                               | 2002–2003 CART (Shell Grand Prix of Denver; Centrix Financial Grand Prix of Denver) | Meiste Siege (2×): Bruno Junqueira                                |
| Denver, USA                                  | Streets of Denver (Pepsi Center) (1,657 Meilen)                               | 2003–2006 CCWS (Centrix Financial Grand Prix of Denver; Centrix Financial Grand Prix of Denver Presented by PacifiCare; Grand Prix of Denver Presented by Bridgestone) | Meiste Siege (2×): Sébastien Bourdais                             |
| Detroit, USA                                 | Detroit Street Circuit (2,52 Meilen)                                          | 1989–1991 CART (Detroit Grand Prix; Valvoline Grand Prix of Detroit) | Meiste Siege (2×): Emerson Fittipaldi                             |
| Detroit, USA                                 | Raceway at Belle Isle (2,1 Meilen)                                            | 1992–1997 CART (ITT Automotive Grand Prix of Detroit) | kein Fahrer mit mehr als einem Sieg                               |
| Detroit, USA                                 | Raceway at Belle Isle (2,346 Meilen)                                          | 1998–2001 CART (ITT Automotive Grand Prix of Detroit; Tenneco Automotive Grand Prix of Detroit) | Meiste Siege (2×): Hélio Castroneves                              |
| Detroit, USA                                 | Raceway at Belle Isle (2,07 Meilen)                                           | 2007–2008; 2012 ICS (Detroit Indy Grand Prix Presented by Firestone) | kein Fahrer mit mehr als einem Sieg                               |
| Edmonton, Kanada                             | Edmonton City Centre Airport (1,973 Meilen)                                   | 2005–2007 CCWS (West Edmonton Mall Grand Prix of Edmonton; West Edmonton Mall Grand Prix Presented by The Brick; Rexall Grand Prix of Edmonton) 2008–2010 ICS (Rexall Edmonton Indy; Honda Indy Edmonton) | Meiste Siege (2×): Sébastien Bourdais; Scott Dixon                |
| Edmonton, Kanada                             | Edmonton City Centre Airport (2,224 Meilen)                                   | 2011–2012 ICS (Edmonton Indy) | Sieger: Will Power                                                |
| Houston, USA                                 | Houston Street Circuit (1,527 Meilen)                                         | 1998–2001 CART (Texaco Grand Prix of Houston; Texaco/Havoline Grand Prix of Houston) | kein Fahrer mit mehr als einem Sieg                               |
| Houston, USA                                 | JAGFlo Speedway (1,69 Meilen)                                                 | 2006 CCWS (Grand Prix of Houston) | Sieger: Sébastien Bourdais                                        |
| Houston, USA                                 | JAGFlo Speedway (1,683 Meilen)                                                | 2007 CCWS (Grand Prix of Houston) | Sieger: Sébastien Bourdais                                        |
| Houston, USA                                 | JAGFlo Speedway (1,634 Meilen)                                                | 2013–2014 ICS (Shell and Pennzoil Grand Prix of Houston) | kein Fahrer mit mehr als einem Sieg                               |
| Las Vegas, USA                               | Caesars Palace Grand Prix Circuit (1,125 Meilen)                              | 1983–1984 CART (Caesar’s Palace Grand Prix III; Caesar’s Palace Grand Prix IV) | kein Fahrer mit mehr als einem Sieg                               |
| Las Vegas, USA                               | Las Vegas Street Circuit (2,44 Meilen)                                        | 2007 CCWS (Vegas Grand Prix) | Sieger: Will Power                                                |
| Long Beach (Kalifornien), USA                |                                                                               | |                                                                   |
| Long Beach Grand Prix Circuit (1,67 Meilen)  | 1984–1991 CART (Long Beach Grand Prix; Toyota Grand Prix of Long Beach)       | Meiste Siege (4×): Al Unser Jr. |                                                                   |
| Long Beach Grand Prix Circuit (1,59 Meilen)  | 1992–1997 CART (Toyota Grand Prix of Long Beach)                              | Meiste Siege (2×): Al Unser Jr. |                                                                   |
| Long Beach Grand Prix Circuit (1,574 Meilen) | 1998 CART (Toyota Grand Prix of Long Beach)                                   | Sieger: Alex Zanardi |                                                                   |
| Long Beach Grand Prix Circuit (1,824 Meilen) | 1999 CART (Toyota Grand Prix of Long Beach)                                   | Sieger: Juan Pablo Montoya |                                                                   |
| Long Beach Grand Prix Circuit (1,968 Meilen) | 2000–2003 CART 2004–2008 CCWS 2009–2014 ICS (Toyota Grand Prix of Long Beach) | Meiste Siege (3×): Paul Tracy; Sébastien Bourdais |                                                                   |
| Miami, USA                                   | Tamiami Park (1,784 Meilen)                                                   | 1985–1988 CART (Beatrice Indy Challenge; Nissan Indy Challenge) | Meiste Siege (2×): Al Unser Jr.                                   |
| Miami, USA                                   | Bicentennial Park (1,843 Meilen)                                              | 1995 CART (Marlboro Grand Prix of Miami Presented by Toyota) | Sieger: Jacques Villeneuve                                        |
| Miami, USA                                   | Bayfront Park (1,387 Meilen)                                                  | 2002 CART (Grand Prix Americas) | Sieger: Cristiano da Matta                                        |
| Miami, USA                                   | Bayfront Park (1,15 Meilen)                                                   | 2003 CART (Grand Prix Americas Presented by sportsbook.com) | Sieger: Mario Domínguez                                           |
| Nashville, USA                               | Nashville Street Circuit (2,17 Meilen)                                        | 2021 ICS (Big Machine Music City Grand Prix) | Sieger: Scott Dixon                                               |
| San José (Kalifornien), USA                  | Redback Raceway (1,448 Meilen)                                                | 2005; 2007 CCWS (Taylor Woodrow Grand Prix of San José; San José Grand Prix at Redback Raceway) | kein Fahrer mit mehr als einem Sieg                               |
| San José (Kalifornien), USA                  | Redback Raceway (1,443 Meilen)                                                | 2006 CCWS (Canary Foundation Grand Prix of San José Presented by Taylor Woodrow) | Sieger: Sébastien Bourdais                                        |
| St. Petersburg (Florida), USA                | St. Petersburg Street Circuit (1,806 Meilen)                                  | 2003 CART (Grand Prix of St. Petersburg) | Sieger: Paul Tracy                                                |
| St. Petersburg (Florida), USA                | St. Petersburg Street Circuit (1,8 Meilen)                                    | 2005–2012 ICS (Honda Grand Prix of St. Petersburg) | Meiste Siege (2×): Hélio Castroneves                              |
| Toronto, Kanada                              | Exhibition Place (1,784 Meilen)                                               | 1986–1996 CART (Molson Indy Toronto) | Meiste Siege (5×): Michael Andretti                               |
| Toronto, Kanada                              | Exhibition Place (1,721 Meilen)                                               | 1997–1998 CART (Molson Indy Toronto) 2011–2014 ICS (Honda Indy Toronto) | Meiste Siege (2×): Scott Dixon                                    |
| Toronto, Kanada                              | Exhibition Place (1,755 Meilen)                                               | 1999–2003 CART (Molson Indy Toronto) 2004–2007 CCWS (Molson Indy Toronto) 2009–2010 ICS (Honda Indy Toronto) | Meiste Siege (2×): Michael Andretti; Dario Franchitti; Will Power |
| Vancouver, Kanada                            | Pacific Place (1,703 Meilen)                                                  | 1990–1997 CART (Molson Indy Vancouver) | Meiste Siege (4×): Al Unser Jr.                                   |
| Vancouver, Kanada                            | Pacific Place (1,802 Meilen)                                                  | 1998 CART (Molson Indy Vancouver) | Sieger: Dario Franchitti                                          |
| Vancouver, Kanada                            | Pacific Place (1,781 Meilen)                                                  | 1999–2003 CART (Molson Indy Vancouver) 2004 CCWS (Molson Indy Vancouver) | Meiste Siege (3×): Paul Tracy                                     |

## Dirt-TracksoderBoard-Ovale
(Rennstrecke auf losem Untergrund oder auf Holzplanken)
| Rennstrecke               | Streckenlänge            | Standort                                 | Rennen | Saisons                                 | Anmerkungen                                    |
| ------------------------- | ------------------------ | ---------------------------------------- | --- | --------------------------------------- | ---------------------------------------------- |
| Ascot Speedway            | Board-Oval (1,0 Meilen)  | Los Angeles, USA                         | - Ascot Race - Ascot Derby - George Washington Sweepstakes - Ascot Race 2 - Ascot Race 3                             | 1915–1919 (AAA)                         | kein Fahrer mit mehr als einem Sieg            |
| Akron-Cleveland Speedway  | Board-Oval (0,5 Meilen)  | Northampton Township, USA                | Akron Race | 1930 (AAA)                              |                                                |
| Altoona Speedway          | Board-Oval (1,25 Meilen) | Tyrone (Blair County, Pennsylvania), USA | - Altoona Race - Altoona Race 1 - Altoona Race 2 - Spring Classic - Autumn Classic - Altoona Heat 1 - Altoona Heat 2 | 1923–1931 (AAA)                         | Meiste Siege (4×): Louis Meyer                 |
| Altoona Speedway          | Dirt-Oval (1,125 Meilen) | Tyrone (Blair County, Pennsylvania), USA | Altoona 100 | 1935 (AAA)                              |                                                |
| Allentown Fairgrounds     | Dirt-Oval (0,5 Meilen)   | Allentown (Pennsylvania), USA            | Allentown Fair Race                                                                                                  | 1946 (AAA)                              |                                                |
| Altamont Speedway         | Dirt-Oval (0,5 Meilen)   | Altamont (New York), USA                 | - Altamont Race 1 - Altamont Race 2                                                                                  | 1946 (AAA)                              |                                                |
| Arden Downs               | Dirt-Oval (0,5 Meilen)   | Washington (Pennsylvania), USA           | Washington Race | 1946 (AAA)                              |                                                |
| Arlington Downs Raceway   | Dirt-Oval (1,062 Meilen) | Arlington (Texas), USA                   | - Arlington 100 - Universal Speedways Race of Champions - MGM Sweepstakes                                            | 1947–1950 (AAA)                         | Meiste Siege (2×): Ted Horn                    |
| Milwaukee Mile            | Dirt-Oval (1,00 Meilen)  | West Allis (Wisconsin), USA              | - Milwaukee 100 - Rex Mays Classic                                                                                   | 1937–1941; 1946–1954 (AAA)              | Meiste Siege (3×): Rex Mays; Tony Bettenhausen |
| Arizona State Fairgrounds | Dirt-Oval (1,0 Meilen)   | Phoenix, USA                             | AAA: - Phoenix Race - Phoenix 100 - Bobby Ball Memorial USAC: - Bobby Ball Memorial                                  | 1915; 1950–1955 (AAA); 1956–1963 (USAC) | Meiste Siege (3×): Jimmy Bryan                 |
| Nazareth Speedway         | Dirt-Oval (1,25 Meilen)  | Nazareth (Pennsylvania), USA             | - Nazareth 100 | 1968–1969 (USAC)                        |                                                |